# 特萊沃·懷特
特萊沃·懷特（英語：Trevor Wright，1982年8月23日—）是美國的一位演員。他出演過的首部電影是2007年的電影《藏身處》（Shelter）。

## 外部連結
- 特萊沃·懷特在互联网电影资料库（IMDb）上的資料（英文）